# Мандрівник з багажем
«Мандрівник з багажем» (рос. «Путешественник с багажом») — радянський художній фільм режисера Іллі Фреза 1966 року.

## Сюжет
Фільм знятий за мотивами повісті Володимира Железникова «Мандрівник з багажем». Сєва Щеглов з алтайського радгоспу їде в піонерський табір «Артек». Поїзд зупиняється в Москві, і хлопчик вирішує розшукати батька, який залишив сім'ю вісім років тому…

## У ролях
- Володимир Костін —  Сєва Щеглов
- Віктор Климов —  Гелій
- Володимир Землянікін —  Щеглов, батько Сєви
- Людмила Хитяєва —  мати Сєви
- Євген Весник —  Іван Сергєєв, попутник Сєви в поїзді
- Михайло Пуговкін —  шофер таксі
- Віктор Авдюшко —  Чистов, директор радгоспу
- Тетяна Пельтцер —  пасажирка автобуса (вчителька німецької мови)
- Ольга Наровчатова —  дівчина на лавці, медсестра
- Зінаїда Наришкіна — епізод
- Костянтин Барташевич — епізод

## Знімальна група
- Режисер:  Ілля Фрез
- Сценарист:  Володимир Железников (за участю  Іллі Фреза)
- Головний оператор:  Михайло Кириллов
- Художник:  Олександр Діхтяр
- Композитор:  Микола Яковлєв (Нектаріос Чаргейшвілі)
- Звукооператор:  Дмитро Флянгольц
- Державний симфонічний оркестр кінематографії
  - Диригент:  Арон Ройтман
- Директор картини: Я. Звонков